# El Coco, Isla
El Coco är en ort i Mexiko.   Den ligger i kommunen Isla och delstaten Veracruz, i den sydöstra delen av landet, 400 km öster om huvudstaden Mexico City. El Coco ligger 17 meter över havet och antalet invånare är 126.
Terrängen runt El Coco är mycket platt. Runt El Coco är det ganska tätbefolkat, med 52 invånare per kvadratkilometer. Närmaste större samhälle är Tesechoacan, 2,8 km sydväst om El Coco. Trakten runt El Coco består till största delen av jordbruksmark.